# Hildegard Luise von Bayern

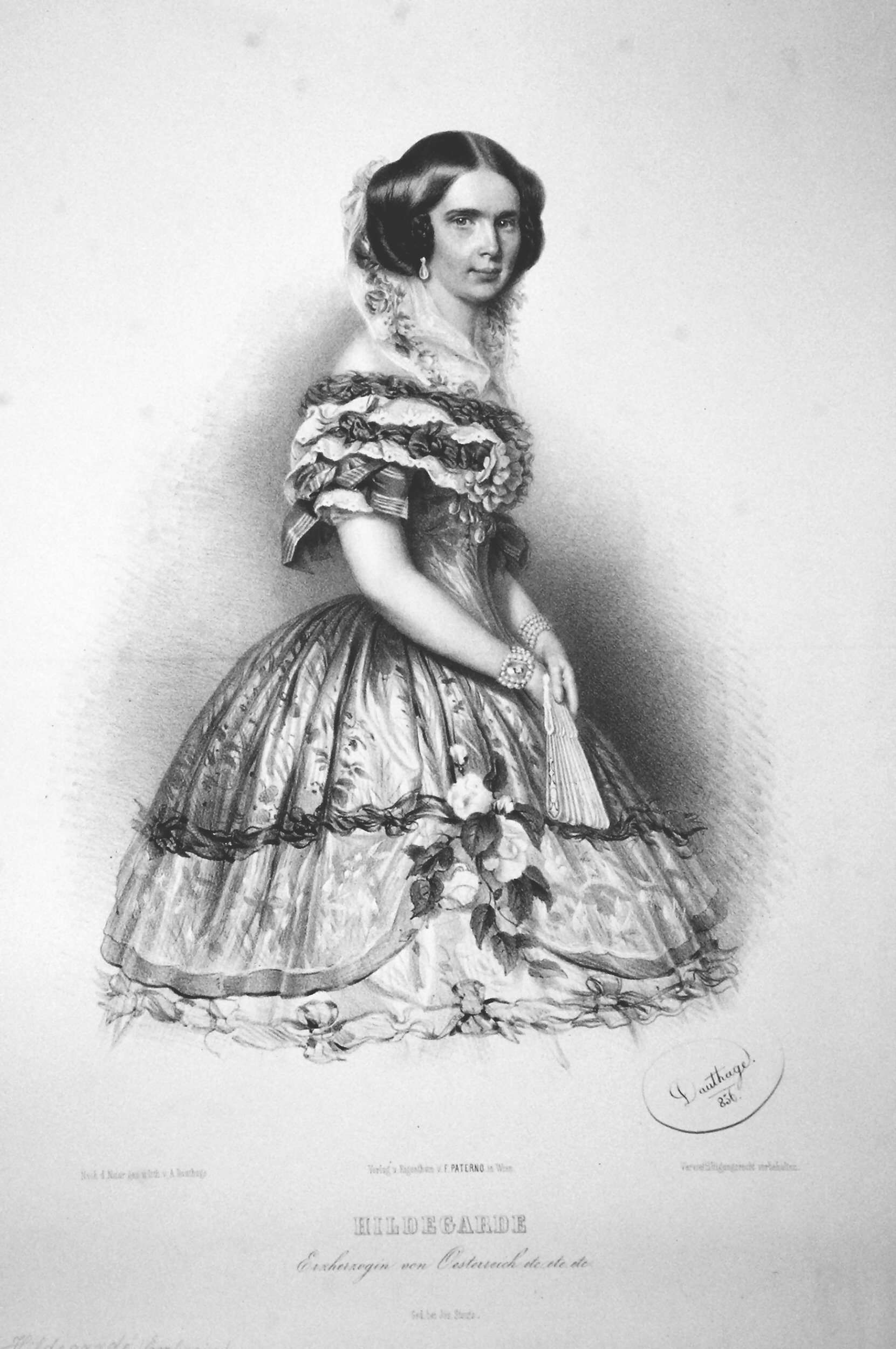
Lithographie von Adolf Dauthage, 1856

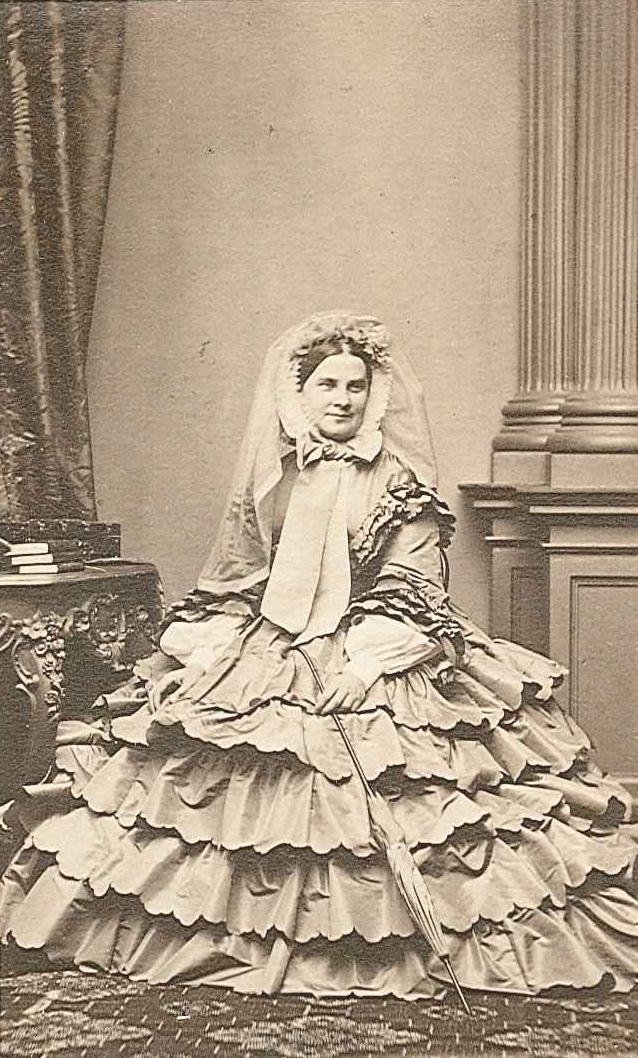
Erzherzogin Hildegard geb. Prinzessin von Bayern

Hildegard Luise Charlotte Theresia Friederike von Bayern (* 10. Juni 1825 in Würzburg; † 2. April 1864 in Wien) war eine gebürtige Prinzessin von Bayern und durch ihre Heirat österreichische Erzherzogin. Ihr erster Vorname lautete eigentlich Hildegarde, aber nach ihrer Hochzeit wurde sie im Familienkreis und auch offiziell Hildegard genannt.

## Leben

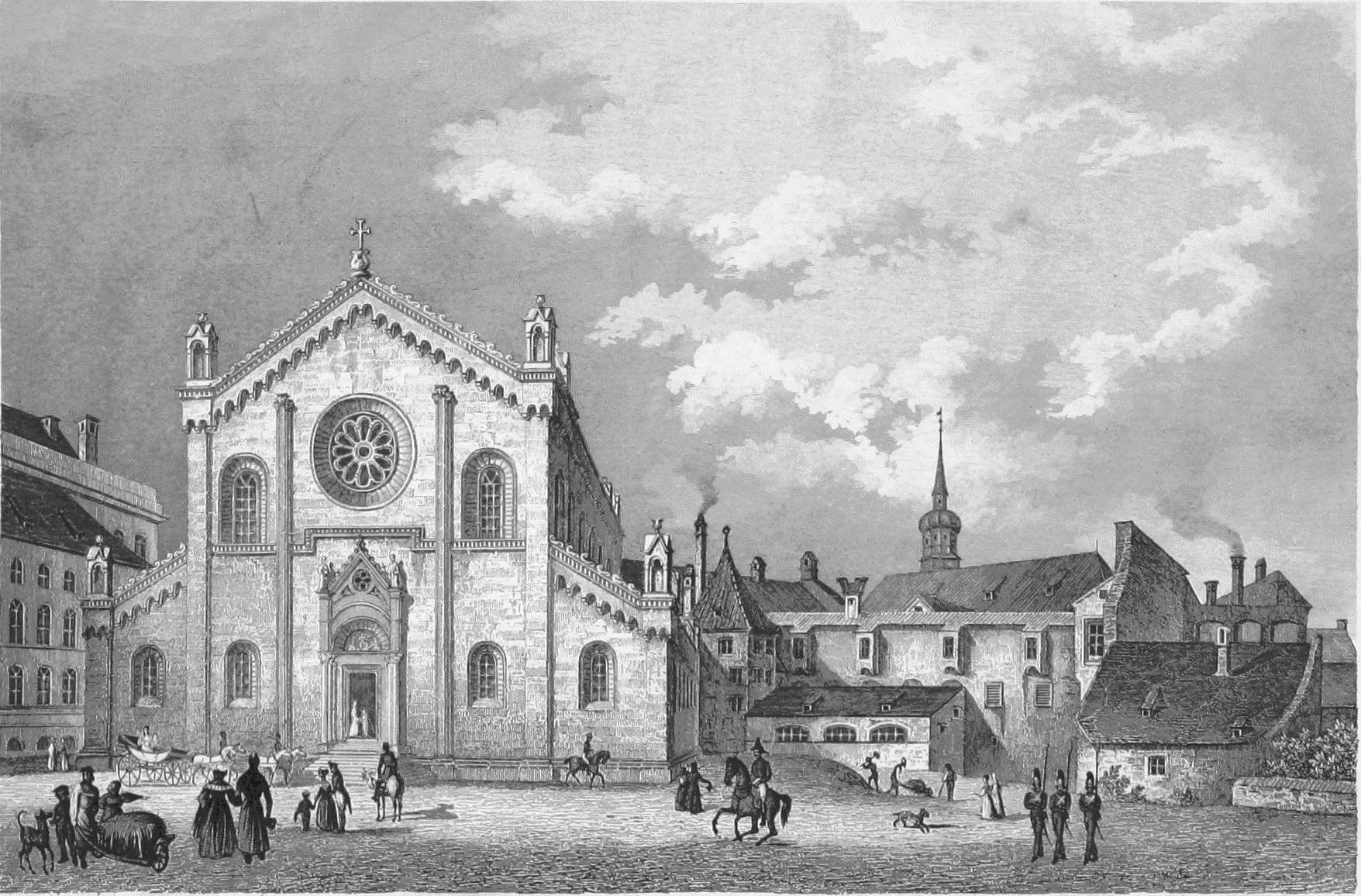
Allerheiligen-Hofkirche in München, 1838

Hildegard war eine Tochter König Ludwigs I. von Bayern und der Therese von Sachsen-Hildburghausen.
Im Alter von 19 Jahren heiratete sie am 1. Mai 1844 in der Allerheiligen-Hofkirche in München Erzherzog Albrecht von Österreich. In seinem Tagebuch beschrieb sie der spätere Kaiser Franz Joseph I. in einem Eintrag vom 24. Mai 1844 folgendermaßen: „Sie gefiel mir gut, sie ist hübsch, hat zu dicke Wangen, eine sehr hübsche Gestalt, ist recht aimable, hat aber, finde ich, nur zu viel von der Kaiserin Mutter, besonders das lange, starre Ansehen.“
Nach der Geburt ihrer zweiten Tochter Mathilde Marie und den vorhergegangenen komplizierten Geburten war es Hildegard trotz daran anschließender zahlreicher Kuraufenthalte nicht mehr möglich noch weitere Kinder zu bekommen. Da ihr Mann Erzherzog Albrecht somit ohne einen männlichen Erben blieb, adoptierte er seinen Neffen Erzherzog Friedrich. Dieser erbte nach dem Tod Albrechts dessen Vermögen und Güter.
Hildegard von Bayern war eine Cousine der Kaiserin Elisabeth und zählte zu deren Vertrauten. Sie war Ordensdame des Sternkreuz- und des königlich bayerischen Theresienordens und Schirmherrin mehrerer wohltätiger Vereine und wurde in der Kapuzinergruft zu Wien beigesetzt. Ihr Herz wurde getrennt bestattet und befindet sich in der Loretokapelle der Wiener Augustinerkirche.

## Nachkommen
Hildegard von Bayern hatte mit ihrem Mann drei Kinder:
- Erzherzogin Marie Thérèse Anna (* 15. Juli 1845; † 8. Oktober 1927)
- Erzherzog Karl Albrecht Ludwig (* 3. Jänner 1847; † 19. Juli 1848)
- Erzherzogin Mathilde Marie Adelgunde Alexandra (* 25. Januar 1849; † 6. Juni 1867)

## Ahnentafel
| Ahnentafel von Hildegard Luise von Bayern | Ahnentafel von Hildegard Luise von Bayern                                                                                | Ahnentafel von Hildegard Luise von Bayern                                                                                | Ahnentafel von Hildegard Luise von Bayern                                                                                 | Ahnentafel von Hildegard Luise von Bayern                                                                                 | Ahnentafel von Hildegard Luise von Bayern                                                                                        | Ahnentafel von Hildegard Luise von Bayern                                                                                        | Ahnentafel von Hildegard Luise von Bayern                                                                                    | Ahnentafel von Hildegard Luise von Bayern                                                                                    |
| ----------------------------------------- | --- | --- | --- | --- | --- | --- | --- | --- |
| Ururgroßeltern                            | Herzog Christian III. von Pfalz-Zweibrücken (1674–1735) ⚭ 1719 Karoline von Nassau-Saarbrücken (1704–1774)               | Joseph Karl von Pfalz-Sulzbach (1694–1729) ⚭ 1717 Elisabeth Auguste Sofie von der Pfalz (1693–1728)                      | Landgraf Ludwig VIII. von Hessen-Darmstadt (1691–1768) ⚭ 1717 Charlotte von Hanau-Lichtenberg (1700–1726)                 | Graf Christian Carl Reinhard von Leiningen-Dagsburg (1695–1766) ⚭ 1726 Katharina Polyxena von Solms-Rödelheim (1702–1765) | Herzog Ernst Friedrich II. von Sachsen-Hildburghausen (1707–1745) ⚭ 1726 Caroline von Erbach (1700–1758)                         | Herzog Ernst August I. von Sachsen-Weimar-Eisenach (1688–1748) ⚭ 1734 Sophie Charlotte von Brandenburg-Bayreuth (1713–1747)      | Karl zu Mecklenburg (1708–1752) ⚭ 1735 Elisabeth Albertine von Sachsen-Hildburghausen (1713–1761)                            | Georg Wilhelm von Hessen-Darmstadt (1722–1782) ⚭ 1748 Maria Luise Albertine zu Leiningen-Dagsburg-Falkenburg (1729–1818)     |
| Urgroßeltern                              | Herzog Friedrich Michael von Pfalz-Birkenfeld (1724–1767) ⚭ 1746 Maria Franziska Dorothea von Pfalz-Sulzbach (1724–1794) | Herzog Friedrich Michael von Pfalz-Birkenfeld (1724–1767) ⚭ 1746 Maria Franziska Dorothea von Pfalz-Sulzbach (1724–1794) | Georg Wilhelm von Hessen-Darmstadt (1722–1782) ⚭ 1748 Maria Luise Albertine von Leiningen-Dagsburg-Falkenburg (1729–1818) | Georg Wilhelm von Hessen-Darmstadt (1722–1782) ⚭ 1748 Maria Luise Albertine von Leiningen-Dagsburg-Falkenburg (1729–1818) | Herzog Ernst Friedrich III. Carl von Sachsen-Hildburghausen (1727–1780) ⚭ 1758 Ernestine von Sachsen-Weimar Eisenach (1740–1786) | Herzog Ernst Friedrich III. Carl von Sachsen-Hildburghausen (1727–1780) ⚭ 1758 Ernestine von Sachsen-Weimar Eisenach (1740–1786) | Großherzog Karl zu Mecklenburg-Strelitz (1741–1816) ⚭ 1768 Friederike Caroline Luise von Hessen-Darmstadt (1752–1782)        | Großherzog Karl zu Mecklenburg-Strelitz (1741–1816) ⚭ 1768 Friederike Caroline Luise von Hessen-Darmstadt (1752–1782)        |
| Großeltern                                | König Maximilian I. Joseph (1756–1825) ⚭ 1785 Auguste Wilhelmine von Hessen-Darmstadt (1765–1796)                        | König Maximilian I. Joseph (1756–1825) ⚭ 1785 Auguste Wilhelmine von Hessen-Darmstadt (1765–1796)                        | König Maximilian I. Joseph (1756–1825) ⚭ 1785 Auguste Wilhelmine von Hessen-Darmstadt (1765–1796)                         | König Maximilian I. Joseph (1756–1825) ⚭ 1785 Auguste Wilhelmine von Hessen-Darmstadt (1765–1796)                         | Herzog Friedrich von Sachsen-Hildburghausen (1763–1834) ⚭ 1785 Charlotte Georgine Luise von Mecklenburg-Strelitz (1769–1818)     | Herzog Friedrich von Sachsen-Hildburghausen (1763–1834) ⚭ 1785 Charlotte Georgine Luise von Mecklenburg-Strelitz (1769–1818)     | Herzog Friedrich von Sachsen-Hildburghausen (1763–1834) ⚭ 1785 Charlotte Georgine Luise von Mecklenburg-Strelitz (1769–1818) | Herzog Friedrich von Sachsen-Hildburghausen (1763–1834) ⚭ 1785 Charlotte Georgine Luise von Mecklenburg-Strelitz (1769–1818) |
| Eltern                                    | König Ludwig I. (1786–1868) ⚭ 1810 Therese von Sachsen-Hildburghausen (1792–1854)                                        | König Ludwig I. (1786–1868) ⚭ 1810 Therese von Sachsen-Hildburghausen (1792–1854)                                        | König Ludwig I. (1786–1868) ⚭ 1810 Therese von Sachsen-Hildburghausen (1792–1854)                                         | König Ludwig I. (1786–1868) ⚭ 1810 Therese von Sachsen-Hildburghausen (1792–1854)                                         | König Ludwig I. (1786–1868) ⚭ 1810 Therese von Sachsen-Hildburghausen (1792–1854)                                                | König Ludwig I. (1786–1868) ⚭ 1810 Therese von Sachsen-Hildburghausen (1792–1854)                                                | König Ludwig I. (1786–1868) ⚭ 1810 Therese von Sachsen-Hildburghausen (1792–1854)                                            | König Ludwig I. (1786–1868) ⚭ 1810 Therese von Sachsen-Hildburghausen (1792–1854)                                            |
| Hildegard Luise von Bayern                | | | | | | | | |